# ملك شنك
ملك شنك (1998-آب-01)، رياضية أردنية ولاعبة كرة قدم في المنتخب الوطني الأردني للسيدات. تلعب كحارسة مرمى

## نشأتها
ولدت ملك شنك في الأول من آب\أغسطس عام 1998 في الأردن.

## ميسرتها
كانت ملك شنك حارسة مرمى منتخب الشابات والنادي الأرثوذكسي، ومن ثم شاركت في منتخب السيدات سن 16 في نهائيات كأس آسيا وانتقلت بعدها إلى نادي عمان ولا تزال حتى الآن.

## أهم إنجازاتها
كانت الرقم الأول في حراسة المرمى لمنتخب الناشئات الذي شارك في نهائيات كأس آسيا للناشئات عام 2013. شاركت في 13 مباراة مع المنتخب الوطني الأردني للسيدات منذ 16\6\2017 ولغاية 5\3\2019. تعمل حالياً مدرّبة لحارسات المرمى في الأردن.